# Liste der Stolpersteine in Griesheim
Die Liste der Stolpersteine in Griesheim enthält die Stolpersteine, die im Rahmen des gleichnamigen Kunst-Projekts von Gunter Demnig in Griesheim verlegt wurden. Mit ihnen soll an die Opfer des Nationalsozialismus erinnert werden, die in Griesheim lebten und wirkten.

## Liste der Stolpersteine
| Name                | Adresse                       | Bild | Inschrift | Verlegedatum  | Biografie und Anmerkungen |
| ------------------- | ----------------------------- | ---- | --- | ------------- | ------------------------- |
| Ludwig Löb          | Groß-Gerauer Straße 18 ·      |      | Hier wohnte Ludwig Löb Jg. 1877 gedemütigt/entrechtet Flucht in den Tod 5.6.1938                                                                          | 4. Mai 2010   |                           |
| Otto Löb            | Groß-Gerauer Straße 18 ·      |      | Hier wohnte Otto Löb Jg. 1906 Flucht 1940 Luxemburg USA überlebt                                                                                          | 4. Mai 2010   |                           |
| Lea Löb             | Groß-Gerauer Straße 18 ·      |      | Hier wohnte Lea Löb Jg. 1916 Flucht 1938 Luxemburg USA | 4. Mai 2010   |                           |
| Gustav Löb          | Hintergasse 13 ·              |      | Hier wohnte Gustav Löb Jg. 1883 'Schutzhaft' 1933 Arbeitslager Griesheim Zwangsarbeit verhaftet 18.4.1941 Dachau tot 7.6.1941                             | 30. Mai 2014  |                           |
| Martha Löb          | Hintergasse 13 ·              |      | Hier wohnte Martha Löb geb. David Jg. 1878 deportiert 1942 Piaski ermordet                                                                                | 30. Mai 2014  |                           |
| Ludwig Löb          | Hintergasse 13 ·              |      | Hier wohnte Ludwig Löb Jg. 1912 Flucht 1933 Frankreich Palästina                                                                                          | 30. Mai 2014  |                           |
| Leopold Posnansky   | Hintergasse 13 ·              |      | Hier wohnte Leopold Posnansky Jg. 1915 Flucht 1937 USA | 30. Mai 2014  |                           |
| Karl Stern          | Karlstraße 5 ·                |      | Hier wohnte Karl Stern Jg. 1881 Flucht 1937 USA | 25. Okt. 2018 |                           |
| Rebecca Stern       | Karlstraße 5 ·                |      | Hier wohnte Rebecca Stern geb. Goldschmidt Jg. 1862 Flucht 1937 USA                                                                                       | 25. Okt. 2018 |                           |
| Siegfried Berberich | Karlstraße 5 ·                |      | Hier wohnte Siegfried Berberich Jg. 1897 Flucht 1937 USA                                                                                                  | 25. Okt. 2018 |                           |
| Hans Berberich      | Karlstraße 5 ·                |      | Hier wohnte Hans Berberich Jg. 1926 Flucht 1937 USA | 25. Okt. 2018 |                           |
| Ida Berberich       | Karlstraße 5 ·                |      | Hier wohnte Ida Berberich geb. Stern Jg. 1897 Flucht 1937 USA                                                                                             | 25. Okt. 2018 |                           |
| Erika May           | Kreuzgasse 2 ·                |      | Hier wohnte Erika May Jg. 1919 Flucht 1937 USA | 25. Okt. 2018 |                           |
| Martha May          | Kreuzgasse 2 ·                |      | Hier wohnte Martha May geb. Levi Jg. 1892 Flucht 1937 USA                                                                                                 | 25. Okt. 2018 |                           |
| Werner May          | Kreuzgasse 2 ·                |      | Hier wohnte Werner May Jg. 1924 Flucht 1937 USA | 25. Okt. 2018 |                           |
| Lina Levi           | Kreuzgasse 2 ·                |      | Hier wohnte Lina Levi geb. Goldschmidt Jg. 1867 unfreiwillig verzogen 1937 Vilbel Flucht 1938 Italien Schicksal unbekannt                                 | 25. Okt. 2018 |                           |
| Willy May           | Kreuzgasse 2 ·                |      | Hier wohnte Willy May Jg. 1885 Flucht 1937 USA | 25. Okt. 2018 |                           |
| Margot May          | Kreuzgasse 2 ·                |      | Hier wohnte Margot May Jg. 1920 Flucht 1937 USA | 25. Okt. 2018 |                           |
| Markus Mendel       | Oberndorfer Straße 70 ·       |      | Hier wohnte Markus Mendel Jg. 1882 deportiert 1942 Piaski ermordet                                                                                        | 30. Mai 2014  |                           |
| Joseph Mendel       | Oberndorfer Straße 70 ·       |      | Hier wohnte Joseph Mendel Jg. 1853 gedemütigt/enthält zwangseingewiesen 1940 Altersheim Darmstadt tot 13.2.1941                                           | 30. Mai 2014  |                           |
| Isaak Mendel        | Oberndorfer Straße 70 ·       |      | Hier wohnte Isaak Mendel Jg. 1885 eingewiesen 1939 Heilanstalt Goddelau 'verlegt' 4.2.1941 Hadamar ermordet 4.2.1941 Aktion T4                            | 30. Mai 2014  |                           |
| Leopold Mayer       | Pfungstädter Straße 14 ·      |      | Hier wohnte Leopold Mayer Jg. 1904 unfreiwillig verzogen 1939 Darmstadt deportiert 1941 Groß-Rosen ermordet 9.9.1941                                      | 6. Sep. 2016  |                           |
| Johanna Mayer       | Pfungstädter Straße 14 ·      |      | Hier wohnte Johanna Mayer geb. Lichtenstein Jg. 1874 unfreiwillig verzogen 1939 Darmstadt deportiert 1942 Theresienstadt ermordet 3.2.1943                | 6. Sep. 2016  |                           |
| Wilhelm Wolff       | Pfungstädter Straße 23 ·      |      | Hier wohnte Wilhelm Wolf Jg. 1872 1938 Zwangsverkauf des Grundbesitzes Firma liquidiert Flucht 1938 Südafrika                                             | 6. Sep. 2016  |                           |
| Zerline Wolff       | Pfungstädter Straße 23 ·      |      | Hier wohnte Zerline Wolf geb. Stahl Jg. 1877 Flucht 1938 Südafrika                                                                                        | 6. Sep. 2016  |                           |
| Minna Wolff         | Pfungstädter Straße 23 ·      |      | Hier wohnte Minna Wolff Jg. 1903 unfreiwillig verzogen 1938 München deportiert 1943 ermordet in Auschwitz                                                 | 6. Sep. 2016  |                           |
| Ludwig Wolff        | Pfungstädter Straße 23 ·      |      | Hier wohnte Ludwig Wolff Jg. 1910 Flucht 1936 Südafrika                                                                                                   | 6. Sep. 2016  |                           |
| Alma Wolff          | Pfungstädter Straße 23 ·      |      | Hier wohnte Alma Wolff geb. Friesem Jg. 1911 Flucht 1936 Südafrika                                                                                        | 6. Sep. 2016  |                           |
| Julius Rosenberg    | Wilhelm-Leuschner-Straße 18 · |      | Hier wohnte Julius Rosenberg Flucht 1892 Flucht 1936 Paraguay USA                                                                                         | 6. Sep. 2016  |                           |
| Alice Rosenberg     | Wilhelm-Leuschner-Straße 18 · |      | Hier wohnte Alice Rosenberg geb. Oberndörfer Jg. 1901 Flucht 1936 Paraguay USA                                                                            | 6. Sep. 2016  |                           |
| Helmut Rosenberg    | Wilhelm-Leuschner-Straße 18 · |      | Hier wohnte Helmut Rosenberg Jg. 1924 Flucht 1936 Paraguay USA                                                                                            | 6. Sep. 2016  |                           |
| Günther Rosenberg   | Wilhelm-Leuschner-Straße 18 · |      | Hier wohnte Günther Rosenberg Jg. 1927 Flucht 1936 Paraguay USA                                                                                           | 6. Sep. 2016  |                           |
| Selma Wolff         | Wilhelm-Leuschner-Straße 19 · |      | Hier wohnte Selma Wolff geb. Stahl Jg. 1879 unfreiwillig verzogen 1939 Frankfurt Schicksal unbekannt                                                      | 25. Okt. 2018 |                           |
| Emma Jüngster       | Wilhelm-Leuschner-Straße 19 · |      | Hier wohnte Emma Jüngster geb. Stahl Jg. 1887 unfreiwillig verzogen 1939 Frankfurt deportiert 1941 Łodz/Litzmannstadt ermordet                            | 25. Okt. 2018 |                           |
| Arnold Mayer        | Wilhelm-Leuschner-Straße 20 · |      | Hier wohnte Arnold Mayer Jg. 1904 im Widerstand/KPD vor Verhaftung 1933 Flucht Frankreich ausgewiesen 1934 Flucht Palästina                               | 6. Sep. 2016  |                           |
| Hermine Mayer       | Wilhelm-Leuschner-Straße 20 · |      | Hier wohnte Hermine Mayer geb. Mohr Jg. 1876 'Schutzhaft' 1933 Gefängnis Darmstadt unfreiwillig verzogen 1936 Frankfurt deportiert 1941 ermordet in Minsk | 6. Sep. 2016  |                           |
| Samuel Sternfels    | Wilhelm-Leuschner-Straße 22 · |      | Hier wohnte Samuel Sternfels Jg. 1891 unfreiwillig verzogen 1939 Frankfurt deportiert 1941 Kowno Fort IX ermordet 25.11.1941                              | 30. Mai 2014  |                           |
| Johanna Sternfels   | Wilhelm-Leuschner-Straße 22 · |      | Hier wohnte Johanna Sternfels geb. Rosenberg Jg. 1896 unfreiwillig verzogen 1939 Frankfurt deportiert 1941 Kowno Fort IX ermordet 25.11.1941              | 30. Mai 2014  |                           |
| Walter Sternfels    | Wilhelm-Leuschner-Straße 22 · |      | Hier wohnte Walter Sternfels Jg. 1926 unfreiwillig verzogen 1939 Frankfurt deportiert 1941 Kowno Fort IX ermordet 25.11.1941                              | 30. Mai 2014  |                           |
| Lotte Sternfels     | Wilhelm-Leuschner-Straße 22 · |      | Hier wohnte Lotte Sternfels Jg. 1929 unfreiwillig verzogen 1939 Frankfurt deportiert 1941 Kowno Fort IX ermordet 25.11.1941                               | 30. Mai 2014  |                           |
| Ludwig Sternfels    | Wilhelm-Leuschner-Straße 22 · |      | Hier wohnte Ludwig Sternfels Jg. 1931 unfreiwillig verzogen 1939 Frankfurt deportiert 1941 Kowno Fort IX ermordet 25.11.1941                              | 30. Mai 2014  |                           |